# Audio, Video, Disco
Audio, Video, Disco er det andet studiealbum udgivet af det franske band Justice. Albummet blev udgivet 24. oktober 2011.
 